# 星际老男孩
星际老男孩是成立于2011年底的中国电竞解说团体，主要项目为星际争霸2。目前成员包括黄旭东（xiaose），孙一峰（F91）与周宁（被称为"法人"，负责幕后工作）。创始成员还包括于2015年离开的周毅（joy）。

## 成员
- 黄旭东————《星际争霸》职业解说与主播。
- 孙一峰————前《星际争霸》职业选手，现为《星际争霸》职业解说与主播。
- 周宁————法人，前《魔兽争霸》3解说，现在该组合中承担幕后工作。

## 前成员
- 周毅————MS.Joy，前《星际争霸》解说，现已转型其他游戏项目。

## 嘉宾
- 张浩瀚 —— 肾亏、近铁保安、地产商、KZGaming战队老板
- 钱赞企 —— Nostalie、No总、傻No、蟑螂舞姬、钱美美、前星际争霸2选手、炉石带主播
- 邹丰骏 —— 韭菜、薛定谔X、斗鱼皇帝、麻将提款机、长沙富二代
- 徐浩楠 —— kingcn、浩南哥、孙哥小弟、前星际争霸2选手
- 马雪 —— Mayuki、小闲、闲本、马岱、小闲闲、前星际争霸2选手、星际争霸2女子世界冠军
- 李培楠 —— TIME、野人人皇、牛子哥、李老八、现役星际争霸2职业选手
- 胡翔 —— Macsed、Momosed、sed老师、现役星际争霸2职业选手
- 杨画 —— 夏一可、夏一可死毒舌、夏一鸽、鸽子、黄旭东小号、风暴寡妇、中国知名女性配音演员
- 李琼 —— 赤小兔、兔兔、阴阳兔、守望先锋知名美女解说